# Thuốc kháng histamin
Thuốc kháng histamin là một loại dược phẩm đối kháng lại hoạt động của các thụ thể histamin trong cơ thể. Đây là loại thuốc được sử dụng khá phổ biến trong điều trị dị ứng hiện nay. Ngoài ra có vai trò làm giảm triệu chứng cảm lạnh thông thường.
Histamin - chất dẫn truyền thần kinh có thể ảnh hưởng đến đường hô hấp làm sưng niêm mạc mũi, co thắt phế quản; gây ngứa da, phản ứng xung huyết phồng rộp, ở tiêu hóa đường ruột gây đau bụng, kích thích sự tiết dịch vị; hệ tim mạch làm giãn rộng của các mao mạch mạch máu, tăng tính thấm thành mạch, hạ huyết áp, rối loạn nhịp tim.
Hiện nay, có ba nhóm thuốc hay sử dụng gồm:
- Thuốc kháng receptor H1 - được sử dụng trong điều trị các bệnh dị ứng.
- Thuốc kháng receptor H2 - được sử dụng trong điều trị các bệnh về dạ dày (giúp giảm tiết acid dạ dày). Mặc dù sau này ngày càng ít được sử dụng để điều trị loét dạ dày tá tràng và được thay thế bằng các thuốc ức chế bơm proton (omeprazole và các thuốc tương tự).
- Thuốc kháng receptor H3 - được sử dụng trong điều trị các bệnh về thần kinh.

## Công dụng
Ở người, Histamin là chất trung gian quan trọng của phản ứng dị ứng tức thì và phản ứng viêm, có vai trò quan trọng trong tiết acid gastric, ngoài ra còn có chức năng dẫn truyền thần kinh ở vài vùng của não.
Trong cơ thể, histamin tồn tại trong các mô của da, phổi, niêm mạc miệng, dạ dày. Khi cơ thể bị dị ứng, các tác nhân dị ứng sẽ tác động lên phức hợp protein và giải phóng histamin, gây ra sự gia tăng tính thấm thành mạch, làm cho chất lỏng thoát ra từ mao mạch vào các mô. Lúc này trên lâm sàng cơ thể phản ứng lại bằng hiện tượng dị ứng bao gồm các triệu chứng từ sổ mũi và chảy nước mắt đến phát ban, đỏ da, phù nề, khó thở, ngứa, ho, buồn nôn...trầm trọng hơn là gây sốc phản vệ.
Thuốc kháng histamin ức chế những phản ứng do histamin gây ra như ngứa, hắt hơi, và phản ứng viêm, bằng cách ngăn chặn sự liên kết của histamin với thụ thể của nó hoặc giảm hoạt tính của thụ thể histamin trên dây thần kinh, cơ trơn mạch máu, tế bào tuyến, tế bào nội mô và tế bào mast.
Thuốc kháng histamine mà mục tiêu là thụ thể histamin H1 được sử dụng để điều trị các phản ứng dị ứng ở mũi (ví dụ như, ngứa, chảy nước mũi, hắt hơi), nổi mày đay, ban da, viêm da dị ứng, viêm kết mạc dị ứng, các trường hợp bị côn trùng cắn... Ngoài ra, một số thuốc được dùng làm thuốc chống say tàu xe do có tác dụng ức chế thần kinh trung ương, an thần nhẹ, làm giảm các rối loạn tiền đình, chóng mặt và buồn nôn, cũng như đối với chứng mất ngủ. Thuốc kháng histamin H2 chỉ cạnh tranh với histamin tại thụ thể H2 của tế bào thành dạ dày làm giảm tiết dịch vị nên được sử dụng trong điều trị loét dạ dày - tá tràng.

## Phân loại
Thuốc kháng histamin được phân loại theo nhóm receptor của histamin mà nó đối kháng. Bao gồm loại thuốc kháng receptor H1, H2, H3, H4. Trong đó chỉ có kháng histamin H1, H2 là có tầm quan trọng trong điều trị, đặc biệt điều trị dị ứng hay chống lại viêm dạ dày. 

### Thuốc kháng histamin H1
Trên lâm sàng thuốc kháng H1 dùng ngăn ngừa các biểu hiện dị ứng, ngăn ngừa chứng say tàu xe (Scopolamin). Vài thuốc kháng H1 khác (Doxylamin) còn có thể dùng để điều trị ốm nghén, chúng có tác dụng chống nôn và dị ứng.
Thuốc kháng histamin H1 có hai loại là thuốc thế hệ 1 và thuốc thế hệ 2. Thuốc kháng histamin H1 thế hệ 1 gồm: promethazin hydroclorid, clorpheniramin maleat (dạng bào chế riêng hoặc kết hợp trong một số thuốc điều trị cảm cúm), brompheniramin maleat, diphenhydramin hydroclorid, hydroxyzin hydroclorid...
Một số thuốc thế hệ 2: loratadin, cetirizin hydroclorid, fexofenadin, acrivastin.
Các thuốc kháng histamin thế hệ II có tác dụng kéo dài, khác với kháng histamin cũ có thời gian tác dụng tương đối ngắn, trừ một số (thí dụ promethazin) có tác dụng kéo dài tới 12 giờ.
Tất cả các thuốc kháng histamin thế hệ I đều gây buồn ngủ, nhất là alimemazin (trimeprazin) và promethazin gây buồn ngủ nhiều, trong khi đó chlorpheniramin (Chlorpheniramin maleat) và cyclizin có thể ít gây buồn ngủ hơn. Tác dụng gây buồn ngủ này đôi khi được dùng để điều trị ngứa do dị ứng hoặc không do dị ứng.
Các kháng histamin mới như acrivastin, cetirizin, desloratadin, fexofenadin, levocetirizin, loratadin, mizolastin và terfenadin ít gây buồn ngủ và tổn thương tâm thần – vận động hơn các kháng histamin cũ, vì các thuốc trên rất ít qua hàng rào máu não. Terfenadin có thể gây loạn nhịp tim nguy hiểm.

### Thuốc kháng histamin H2
Các thuốc kháng thụ thể histamin H2 gồm cimetidin, ranitidin, famotidin, nizatidin. Chúng ức chế cạnh tranh với histamin tại thụ thể H2 ở tế bào thành dạ dày, nên ức chế bài tiết cả dịch acid cơ bản (khi đói) và dịch acid do kích thích (bởi thức ăn, histamin, cafein, insulin…). Các thuốc nhóm này có tác dụng làm liền các vết loét dạ dày và tá tràng, làm giảm bệnh trào ngược dạ dày – thực quản.
Dùng thuốc kháng thụ thể H2 phối hợp với kháng sinh để điều trị loét dạ dày – tá tràng có H. pylori dương tính, làm vết loét liền nhanh và ngăn chặn tái phát. Những trường hợp rối loạn tiêu hoá (đầy bụng, khó tiêu, ợ nóng, ợ chua…) chưa chẩn đoán được nguyên nhân, có thể điều trị bằng kháng thụ thể H2 ở người trẻ, nhưng phải thận trọng ở người già vì có thể do ung thư dạ dày.

### Thuốc kháng histamin H3
Thuốc kháng histamin H3, là dược phẩm ngăn chận ảnh hưởng của Histamin tại thủ thể histamin H3. Hiện thời Betahistin, mà đồng thời cũng cạnh tranh với thụ thể H1, được ứng dụng vào các trường hợp bị chóng mặt. Những dược phẩm, thí dụ như Cipralisant, còn trong giai đoạn thử nghiệm. Thuốc kháng histamin H3 ngoài ra còn có thể được dùng để chữa bệnh ADHD, hội chứng ngủ rũ và bệnh Alzheimer.

### Thuốc kháng histamin H4
Đây là nhóm thuốc thực nghiệm và chưa có một ứng dụng lâm sàng xác định, mặc dù một số loại thuốc hiện đang được thử nghiệm trên người. Kháng H4 có vai trò điều hòa miễn dịch.

## Độc tính
Thuốc kháng H1 thế hệ 1 thường có độc tính ít gặp, như gây kích thích, co giật ở trẻ em, hạ huyết áp tư thế đứng và dị ứng thuốc.Tuy nhiên cần lưu ý khi sử dụng thuốc fexofenadine sẽ gây co thắt phế quản,giảm lượng oxy dẫn đến vấn đề tim mạch nghiêm trọng thậm chí tử vong với những người mắc chứng rối loạn nhịp tim,huyết áp cao,hội chứng marfan...vv
Thuốc kháng H1 thế hệ 2 dung nạp tốt, tác dụng độc tính chỉ gặp 1 - 2% bệnh nhân, bao gồm ỉa chảy, buồn nôn, nôn. Ít hơn là gây đau đầu, chóng mặt và táo bón. 

## Lưu ý khi dùng thuốc kháng histamin
- Thuốc kháng histamin chỉ giúp điều trị triệu chứng dị ứng chứ không điều trị được nguyên nhân.
- Trong trường hợp dị ứng nặng (như sốc phản vệ), histamin giải phóng ồ ạt, một mình thuốc kháng histamin H1 không thể giải quyết được mà phải phối hợp thêm với các biện pháp hồi sức cấp cứu, thuốc trợ tim mạch (adrenalin), kèm thở oxy để hỗ trợ hô hấp...
- Một số thuốc kháng histamin H1 thế hệ 1 (clorpheniramin maleat...) hay được sử dụng trong các chế phẩm trị cảm cúm, ho, sổ mũi, nhưng chúng có tác dụng phụ là ức chế thần kinh trung ương, do vậy không nên sử dụng khi đang lái tàu xe, làm việc trên cao, công việc cần sự tỉnh táo. Tuyệt đối không uống rượu khi dùng thuốc.[3]